# Ronald Michael Sega
Ronald Michael Sega dr.  (Cleveland, Ohio, 1952. december 4. –) amerikai űrhajós, vezérőrnagy.

## Életpályája
1974-ben a Haditengerészeti Akadémián (USAF Academy) matematikából és fizikából kapott oklevelet. 1975-ben az Ohio State University keretében fizikából doktorált (PhD.). 1976-ban kapott repülőgép vezetői jogosítványt. 1979-ig pilótaoktató volt. Több mint 4000 órát repült. 1979-1982 között az USAF Academy tanára. 1982-ben megvédte doktori címét. 1990-ben, majd 2004-től a Defense Research and Engineering (DDR & E) igazgatója.
1990. január 17-től a Lyndon B. Johnson Űrközpontban részesült űrhajóskiképzésben. Az Űrhajózási Iroda megbízásából kiképezték a manipulátor rendszer (RMS) alkalmazására. Az űrhajósok (NASA) képviselője az űrállomás tudományos és hasznosító Tanácsadó Testületben. 1994-1995 között a NASA műveleti igazgatója Oroszországban. Kiképzésben részesült a Jurij Gagarin Űrhajós Kiképző Központban. Az első amerikai, aki az orosz szkafandert alkalmazta. Két űrszolgálata alatt összesen 17 napot, 12 órát és 25 percet (420 óra) töltött a világűrben. Űrhajós pályafutását 1996. július 1-jén fejezte be. 2001-2005 között a védelmi miniszter (DoD) asszisztense (nukleáris, vegyi és biológiai programok). 2005 októberétől 2007 augusztusáig a Légierő államtitkára (Washington). 2007-től egyetemi tanár, a Colorado State University Research Foundation (CSURF) alelnöke.

## Űrrepülései
- STS–60, a Discovery űrrepülőgép 18. repülésének küldetés specialistája. Az első közös amerikai/orosz küldetés orosz képviselője Szergej Konsztantyinovics Krikaljov. A SpaceHab mikrogravitációs laboratóriumban orvosi és anyagtudományi kísérleteket végeztek. A legénységnek nem sikerült a Wake Shield Facility (WSF) platformot (zárt laboratórium) kihelyezni a világűrbe, a robotkar segítségével csak kiemelték a tehertérből. Első űrszolgálata alatt összesen 8 napot, 7 órát és 9 percet (199 óra) töltött a világűrben. 5 535 667 kilométert (3 439 704 mérföldet) repült, 130  alkalommal kerülte meg a Földet.
- STS–76, a Atlantis űrrepülőgép 16. repülésének küldetés specialistája. A harmadik dokkoló küldetés a Mir űrállomással. Hosszútávú szolgálatra érkezett űrhajós, valamint 2200 kilogramm életfeltételi árút, technikai felszerelés szállítása. Visszafelé 1100  kilogramm hulladékot hoztak. Az első iskolai oktatás az űrállomásról. Második űrszolgálata alatt összesen 9 napot, 5 órát és 16 percet (221 óra) töltött a világűrben. Hatórás űrsétája alatt űrhajója dokkolt az űrállomással. 6 100 000 kilométert (3 800 000 mérföldet) repült, 145 alkalommal kerülte meg a Földet.